# Tecnologia nucleare
La tecnologia nucleare è l'insieme delle attività e delle tecnologie il cui funzionamento è connesso alle reazioni nucleari. Queste tecnologie sono sviluppate dall'ingegneria nucleare e il loro impiego è diffuso in numerosi settori: energetico, medico, industriale, militare.

## Tecnologie civili

### Energia

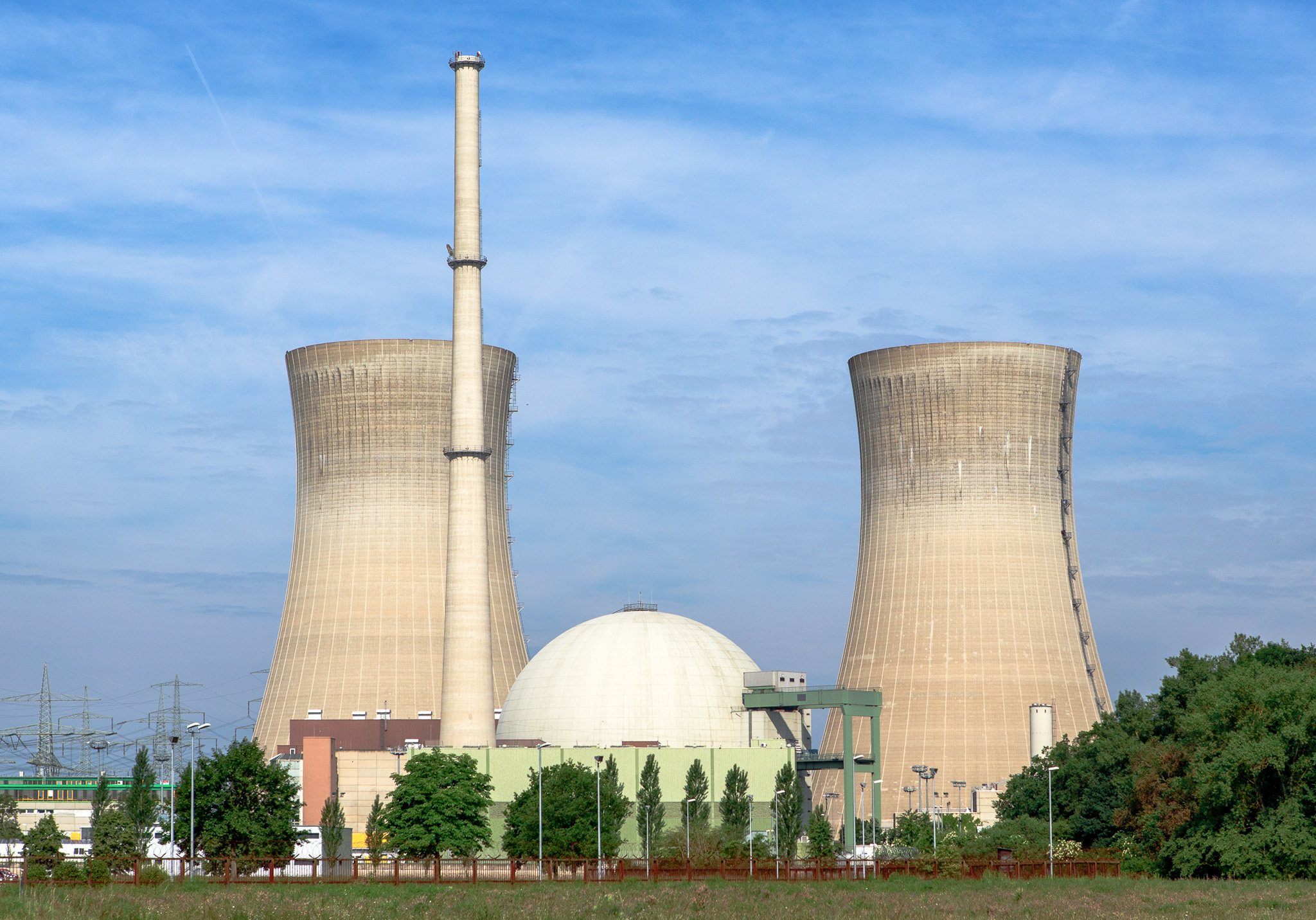
Una centrale nucleare con le due torri di raffreddamento e l'edificio di contenimento del reattore PWR.

L'energia nucleare è l'energia liberata in modo controllato dalla fissione nucleare che viene trasformata in energia termica, meccanica ed elettrica e l'impianto industriale in cui avviene questo processo è detto  centrale nucleare. Una centrale nucleare per essere operativa deve poter generare in sicurezza e in modo controllato e continuativo energia nucleare da convertire in energia elettrica e termica. L'energia nucleare viene generata all'interno del reattore e attraverso l'impiego di un fluido termovettore viene convertita in energia cinetica da una turbina e quindi in energia elettrica da un generatore per poi essere trasmessa dalla rete. Il fluido ad alta temperatura in uscita dalla turbina invece viene raffreddato o impiegato per applicazioni non elettriche come il teleriscaldamento o la desalinizzazione. Il reattore e l'impianto sono dotati di numerosi sistemi di sicurezza e di un deposito per lo stoccaggio del combustibile nucleare esausto.

### Medicina

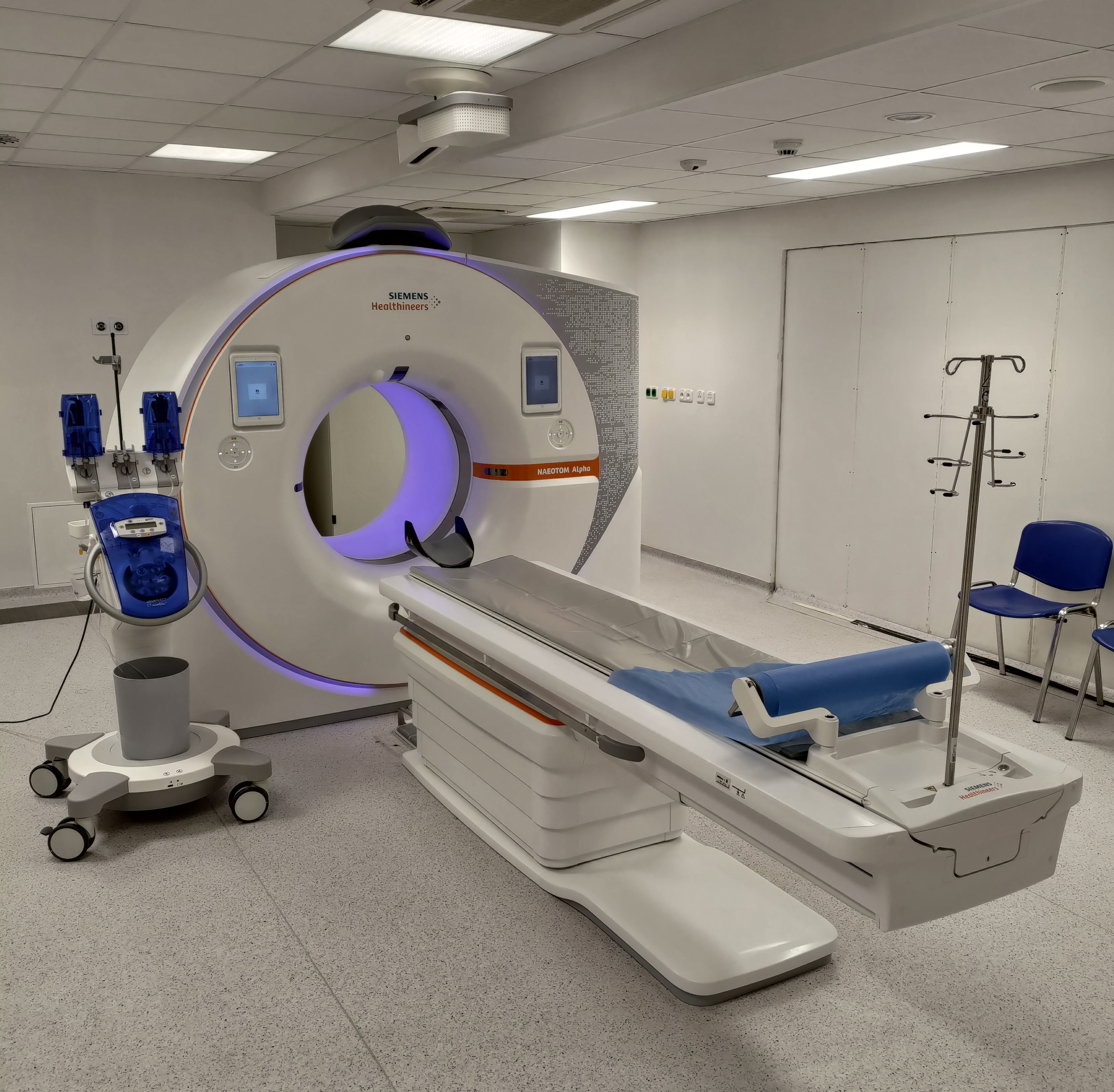
Macchina per la tomografia computerizzata.

In ambito medico le tecnologie nucleari sono largamente impiegate nella prevenzione, nella diagnostica di numerose patologie relative in particolare all'oncologia e alla cardiologia. La diagnostica per immagini impiega numerose tecniche nucleari quali, radiografia, fluoroscopia, tomografia a emissione di positroni (PET), tomografia a emissione di fotone singolo (SPECT), tomografia computerizzata e scintigrafia. Radiografia e fluoroscopia si basano sull'utilizzo di sorgenti di radiazioni, come il cobalto-60, esterne al paziente da analizzare, mentre le tomografie e la scintigrafia impiegano i radiofarmaci, sorgenti interne costituite da un radionuclide, come ad esempio il tecnezio-99m, legato ad una molecola specifica e le cui radiazioni sono analizzate da una gamma-camera. Queste tecniche consentono anche implementazione della radiologia interventistica, che consiste nell'esecuzione di interventi chirurgici poco invasivi guidati dalle immagini radiologiche.

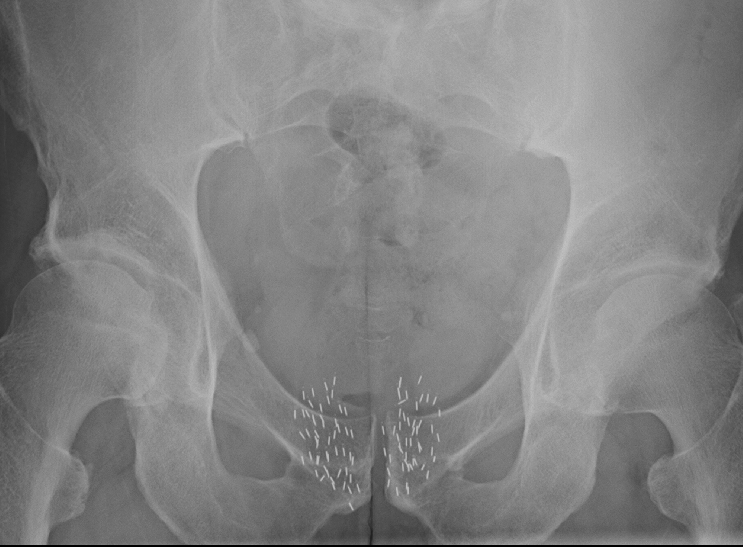
Immagine radiologica in cui sono visibili le microsfere usate per trattare con la brachiterapia il cancro alla prostata.

Le tecnologie nucleari possono essere impiegate anche nella terapia e le principali sono la radioterapia, la brachiterapia e la terapia radiometabolica. La radioterapia è impiegata in contrasto alle patologie tumorali e consiste nell’utilizzo di sorgenti di radiazione esterne al corpo per bersagliare e uccidere con raggi X, raggi gamma o particelle le cellule tumorali, per i raggi gamma generalmente è impiegato il cobalto-60 mentre per i raggi X e le particelle si usa un acceleratore lineare. La radioterapia, o teleterapia, generalmente viene somministrata ai pazienti oncologici quotidianamente per un periodo di uno o due mesi e attraverso sofisticate tecniche e possibile ridurre la dose di radiazioni assorbita dalla cellule sane, anche se alcuni organi non possono essere trattati con questa tecnica. La brachiterapia, o radioterapia interna, invece bersaglia le cellule tumorali attraverso l'uso di una sorgente radioattiva vicina al tumore, ad esempio nella cura del carcinoma della prostata viene impiantato per un tempo limitato lo iodio-125. La brachiterapia prevede diversi livelli di dosaggio che comportano il ricovero ospedaliero del paziente in caso di basso dosaggio (LDR, dall'inglese low dose rate) e quindi un'esposizione alle radiazioni più lunga o una somministrazione in regime ambulatoriale per alte dosi (HDR, dall'inglese high dose rate). Infine la terapia radiometabolica impiega radiofarmaci che si legano selettivamente ai tessuti malati uccidendoli, è usata quindi per tumori specifici come quello della tiroide, i linfomi o le metastasi ossee.
In infettivologia la tecnica del maschio sterile (SIT, dall'inglese sterile insect technique), attraverso le tecnologie nucleari, consente di sterilizzare e quindi estinguere localmente popolazioni di insetti vettori di numerose patologie, come ad esempio le zanzare. Le tecnologie nucleari sono anche impiegate nella reazione a catena della polimerasi inversa, necessaria per il tracciamento delle epidemie virali. Fino agli anni ottanta alcuni pacemaker sono stati alimentati con batterie nucleari alimentate dal decadimento radioattivo del plutonio-238 o del promezio-147 per effetto beta-voltaico.

### Industria

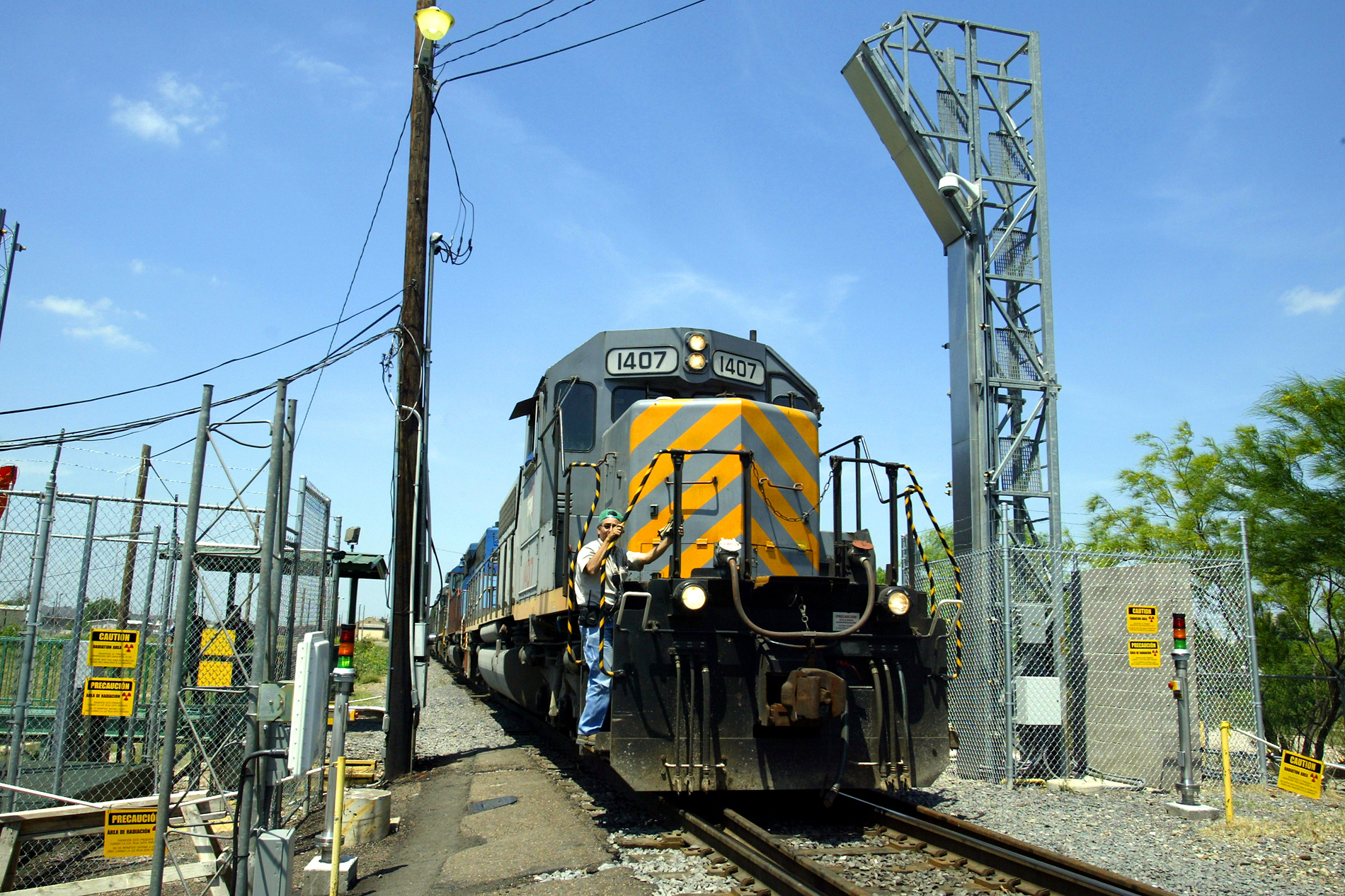
Ispezione ai raggi X di un treno merci

In ambito industriale le tecnologie nucleari trovano largo impiego nei controlli non distruttivi come la radiografia industriale, che attraverso l'utilizzo di raggi X, raggi gamma e neutroni generati da una sorgente radioattiva riproduce un'immagine che consente di verificare l’integrità di molti materiali industriali e quindi eseguirne un controllo qualità. Tecnologie analoghe sono impiegate in metrologia dai calibri nucleonici, strumenti di misura che sfruttano l’interazione tra radiazione e materia per esaminare materiale in movimento in ambienti non accessibili. Nella geologia degli idrocarburi per la ricerca dei giacimenti sono impiegati, tra le altre tecnologie, anche i radio-traccianti, sostanze radioattive che grazie all'emissione delle radiazioni consentono l'analisi del sottosuolo.
In ingegneria dei materiali le radiazioni ionizzanti emesse dalle sorgenti radioattive possono essere utilizzate direttamente per la modifica polimeri. Le trasformazioni polimeriche più diffuse sono la reticolazione, necessaria nella produzione di cavi, pneumatici, lattice sanitario, idrogel; la degradazione, che migliora le qualità e la compatibilità tra i polimeri naturali e sintetici contenuti negli additivi per inchiostri e rivestimenti; l'innesto, che modifica le proprietà volumetriche e superficiali dei materiali usati nella produzione di batterie, filtri purificatori, superfici biocompatibili, e infine l’irraggiamento, che usato per modificare le superfici dei circuiti integrati. Questa tecnologia può essere impiegata anche per la modifica delle proprietà chimiche e fisiche degli inquinanti industriali, come ossidi di azoto e di zolfo, rendendoli più semplici da trattare in modo convenzionale.
Le sorgenti radioattive di raggi gamma sono utilizzate anche per la sterilizzazione del materiale sanitario monouso, come guanti e siringhe, e di altri materiali imballati.

### Agricoltura

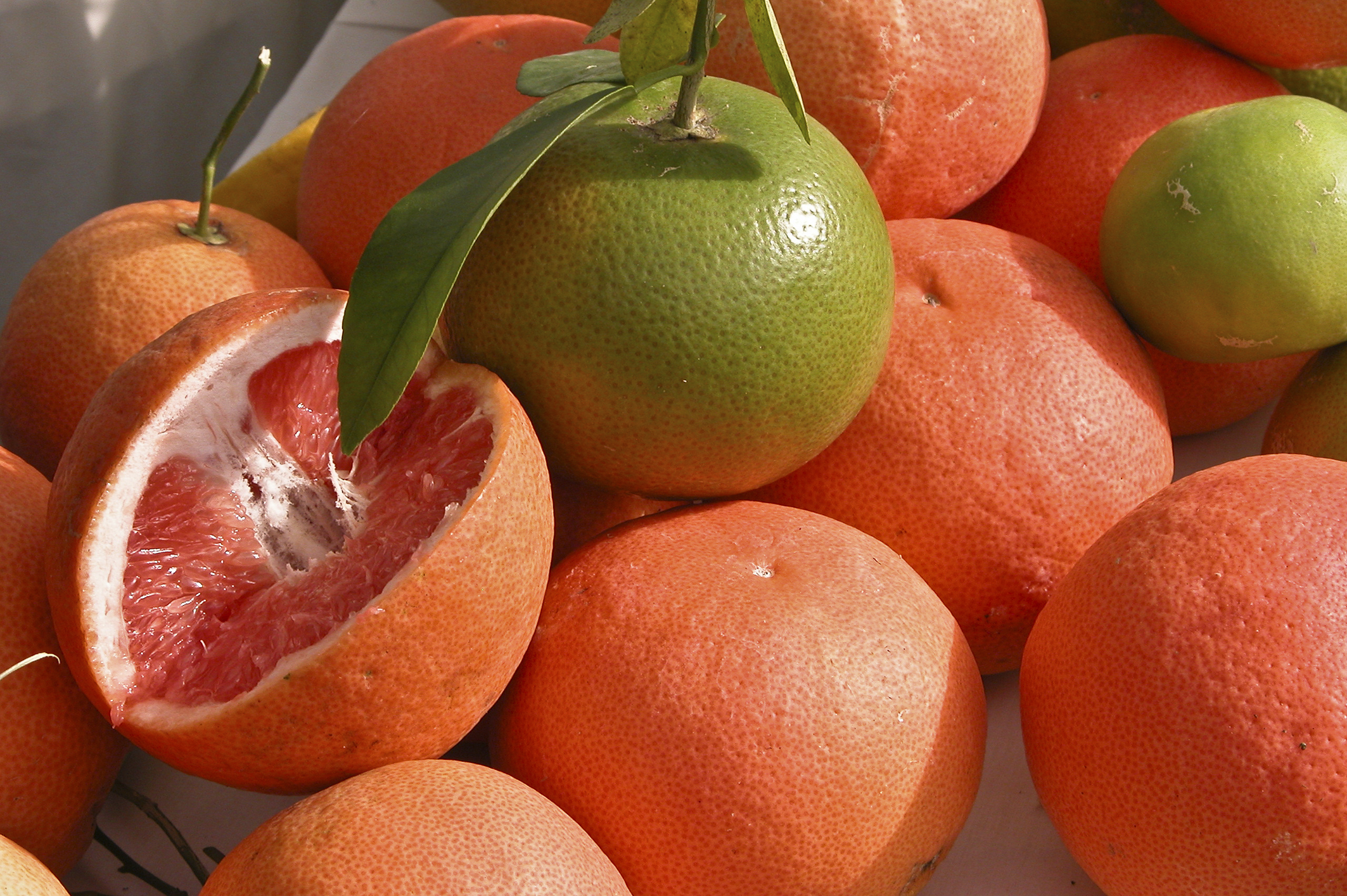
Frutti di pompelmo rosa Star Ruby.

In agricoltura le tecnologie nucleari possono essere impiegate in tutte le fasi della coltivazione degli alimenti. I radiotraccianti sono impiegati per verificare l'erosione del terreno e per la sua analisi, in modo da ridurre la quantità d'acqua e di fertilizzanti impiegati nelle colture, inoltre grazie alla tecnica del maschio sterile è possibile ridurre l'utilizzo di pesticidi estinguendo localmente le popolazioni di parassiti. L'irraggiamento dei semi con raggi X, raggi gamma o elettroni consente si sviluppare delle mutazioni genetiche che possono migliorare la resistenza delle piante, tra quelle ottenute con questa tecnica figura ad esempio le cultivar più diffuse di pompelmo rosa, la Star Ruby e la Rio Red e il grano Creso, la varietà di grano duro più diffusa in Italia. Le tecnologie nucleari sono impiegate anche per l'irradiazione degli alimenti con raggi gamma, raggi X o elettroni, al fine di distruggere eventuali microorganismi, batteri, virus, o insetti presenti.

### Mezzi di trasporto

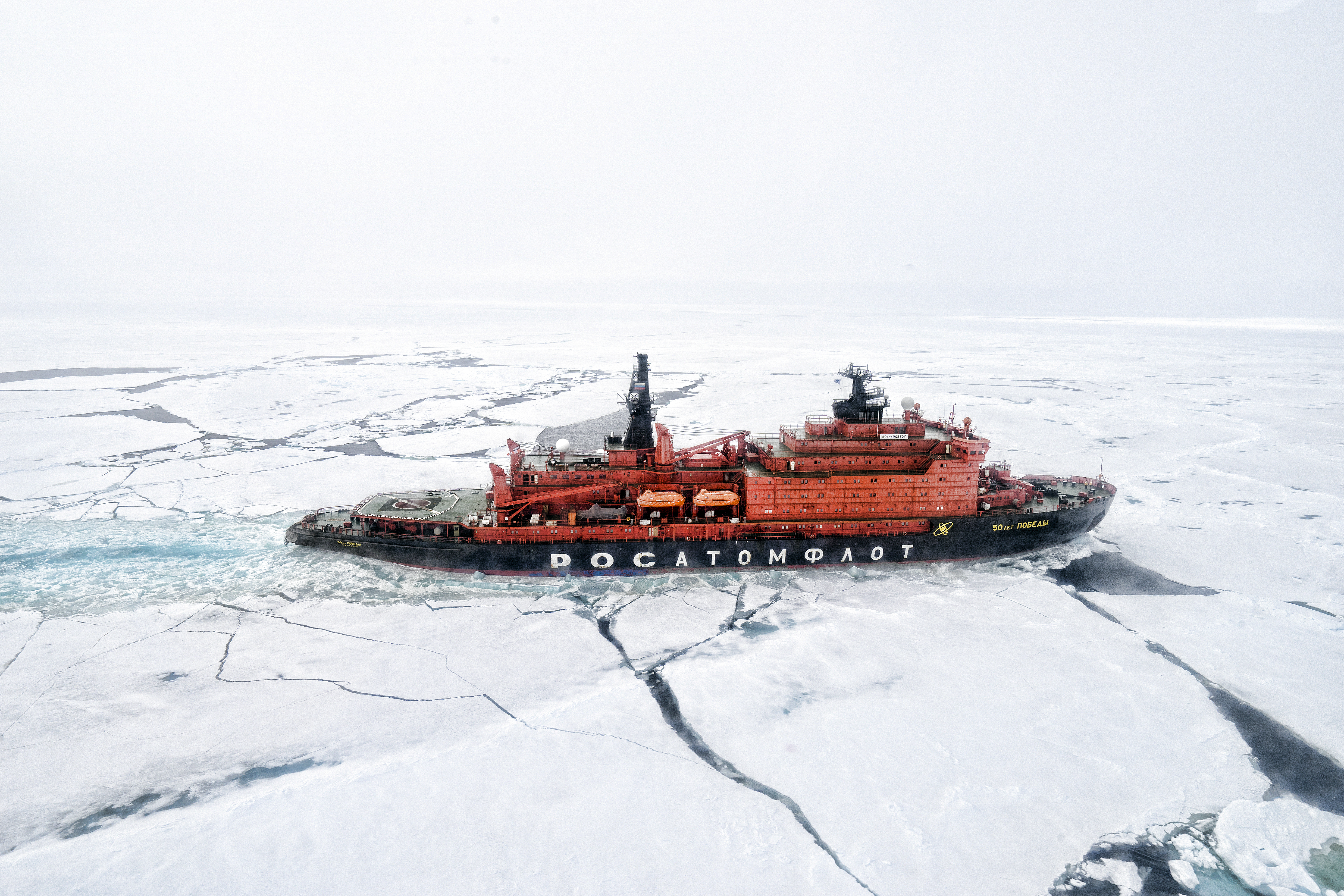
La rompighiaccio a propulsione nucleare 50 let Pobedy

Al 2021 gli unici mezzi di trasporto a propulsione nucleare ad uso civile sono sei navi rompighiaccio e una nave da carico, la Sevmorput, di fabbricazione russa impiegate principalmente per mantenere attiva la rotta artica durante tutto l'anno, oltre che per scopi turistici e scientifici. Tra gli anni sessanta e settanta fu attiva la nave cargo tedesca Otto Hahn, la statunitense NS Savannah, adibita anche ad uso passeggeri, e la giapponese Mutsu impiegata come nave da ricerca.
Con la scoperta dell'energia nucleare fu avviata anche la ricerca per la fabbricazione di automobili a propulsione nucleare i cui sviluppi furono però rallentati dalla necessità di una schermatura per le radiazioni installata sul veicolo. La ricerca continuò anche tra anni quaranta e sessanta, in cui furono proposti vari modelli di concept, come la Ford Nucleon, ma nessuno superò la fase di progettazione iniziale. Alcune ricerche sono state portate avanti principalmente dalla Russia anche per il trasporto ferroviario.

### Spazio

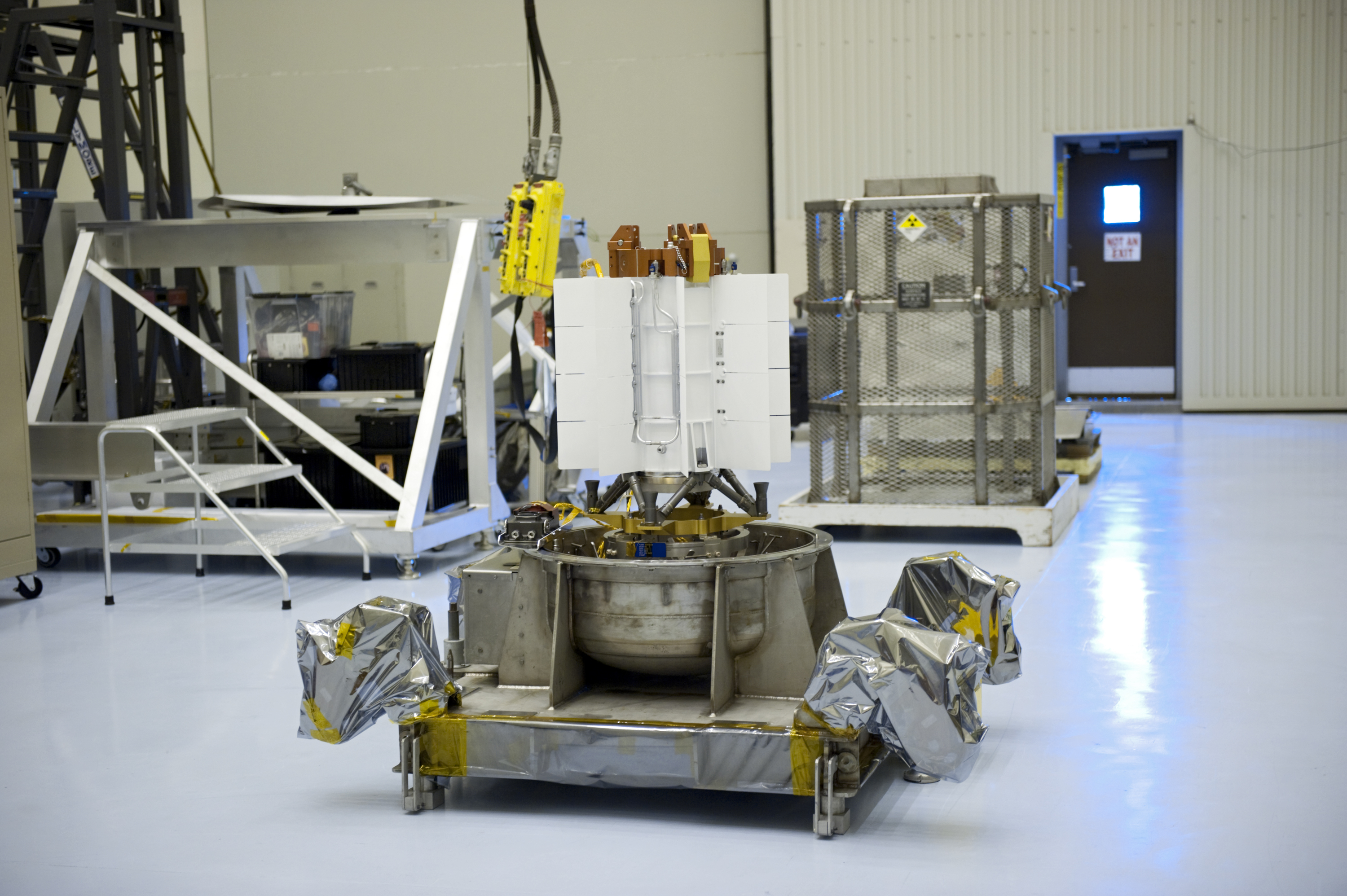
Il Multi-Mission Radioisotope Thermoelectric Generator (MMRTG), usato in numerose missioni spaziali, come quella del rover Curiosity su Marte

Nel contesto spaziale, l'energia nucleare trova il maggior numero di applicazioni nell'utilizzo dei generatori termoelettrici a radioisotopi. Queste batterie nucleari sono dei dispositivi che riescono a generare corrente tramite il decadimento radioattivo degli elementi in esse contenute, principalmente plutonio. Riescono a fornire una corrente stabile e duratura nel tempo (la stabilità è data dal tempo di decadimento del radioisotopo utilizzato mentre la durevolezza è data dallo stress da bombardamento di particelle ionizzanti da parte del materiale che genera elettricità, in genere un semiconduttore). Questi generatori sono di potenza relativamente bassa (nell'ordine di pochi chilowatt), e sono principalmente usati per alimentare veicoli o esperimenti spaziali per lunghi periodi, nei casi in cui non è disponibile abbastanza energia solare, come per la sonda Voyager 2.
Qualche veicolo spaziale è stato lanciato usando reattori nucleari: 34 reattori appartengono alla serie sovietica RORSAT e uno era lo statunitense SNAP-10A. Lo sviluppo della fissione nucleare e della fusione potrebbe portare a promettenti applicazioni legate alla propulsione spaziale, poiché generano velocità maggiori con minor massa di reazione (la massa che viene espulsa dal veicolo).

## Tecnologie militari

### Armi nucleari

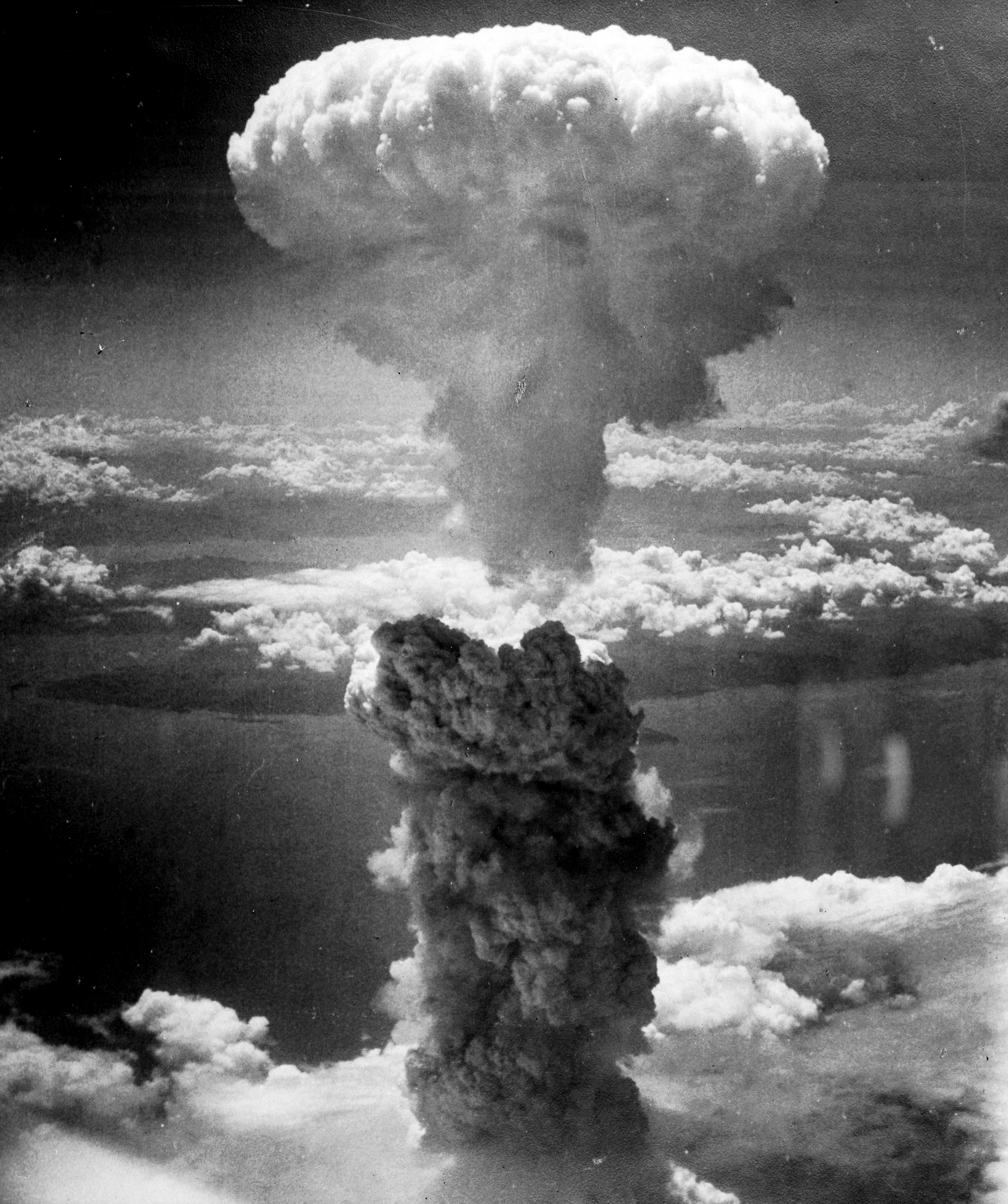
Il fungo atomico, causato da "Fat Man" su Nagasaki, raggiunse i 18 km di altezza, 9 agosto 1945

Esistono diversi tipi di ordigni nucleari, la loro potenza esplosiva è devastante, superiore a quella di qualunque esplosivo chimico convenzionale: la potenza delle armi nucleari si misura infatti in chilotoni (kt) e in megatoni (Mt), rispettivamente migliaia e milioni di tonnellate di tritolo necessarie per liberare la stessa energia.
1. La bomba atomica o bomba A, la prima ad essere costruita, sfrutta una reazione di fissione di uranio o plutonio e può raggiungere potenze variabili da 0,5 kt a 1,5 Mt, con una soglia critica individuata attorno ai 10 Mt.
2. La bomba all'idrogeno o  bomba H o bomba termonucleare, invece sfrutta la fusione fra nuclei di deuterio e trizio, riuscendo così a sprigionare molta più energia: questo tipo di bombe è il più potente in assoluto e arriva a sprigionare potenze pari a 100 Mt.
3. La bomba al neutrone o bomba N, come la bomba H è una bomba a fissione-fusione-fissione ma, a differenza di questa, è studiata per sprigionare la maggior parte della sua energia come radiazioni (neutroni veloci). Lo scopo dell'ordigno è uccidere gli esseri viventi lasciando la maggior parte delle strutture nemiche intatte.
4. La bomba al cobalto o bomba G o bomba gamma, è una particolare bomba H nella quale, al momento dell'esplosione, i neutroni prodotti dalla fusione termonucleare si uniscono al cobalto, forte emettitore di raggi gamma. Essa può essere definita anche come una "bomba termonucleare sporca".

### Armi radiologiche
Le armi radiologiche, anche dette bombe sporche, sono armi costituite da materiale radioattivo non fissile (che quindi non può esplodere può reazione nucleare, ma potrebbe incendiarsi se metallico) trattato per renderlo molto volatile ed associato ad una carica esplosiva convenzionale, di potenza anche modesta, con il compito di disperdere il materiale radioattivo nell'ambiente, contaminando oggetti e persone.

### Veicoli militari

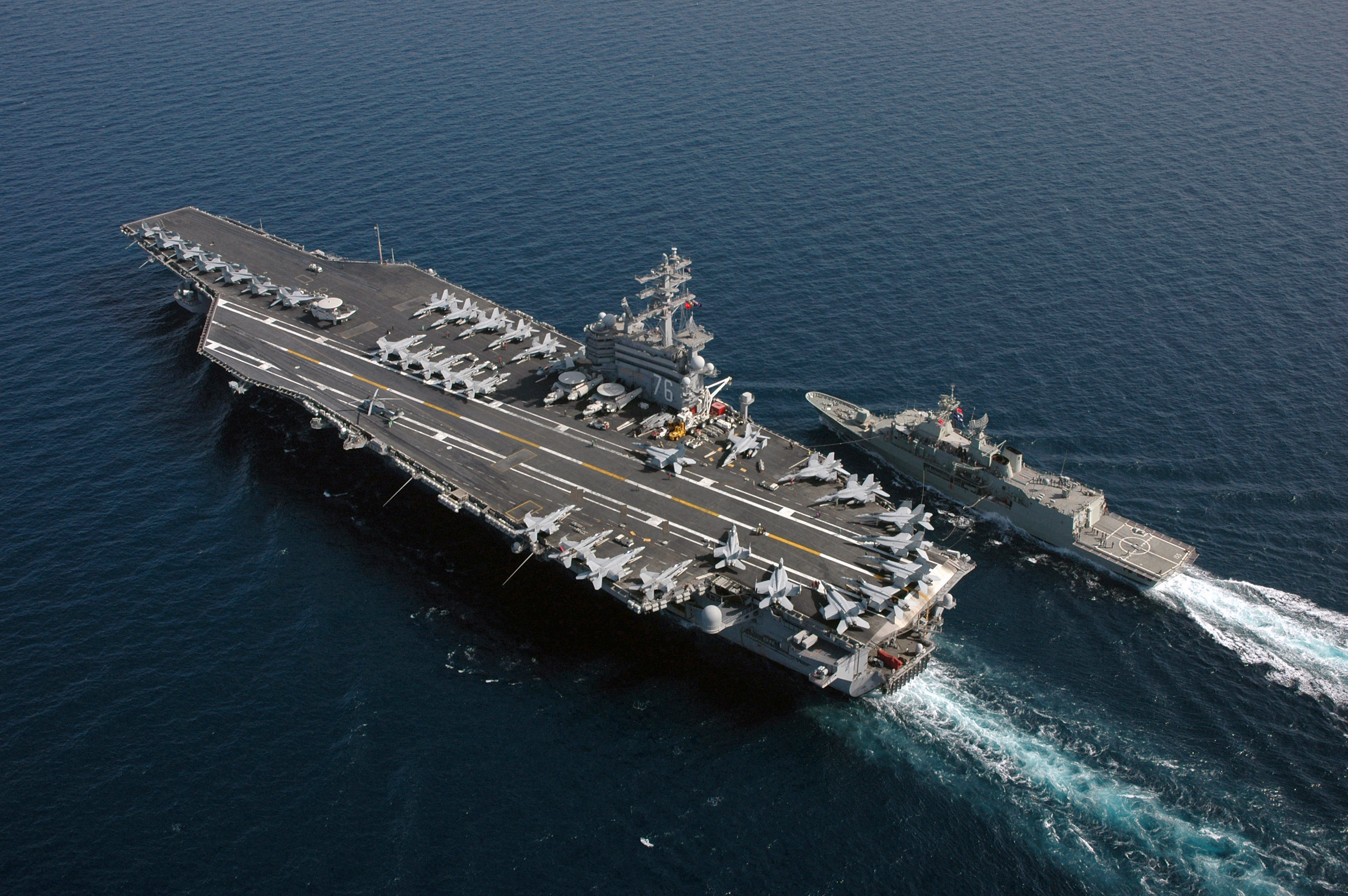
La portaerei a propulsione nucleare USS Ronald Reagan

Le navi a propulsione nucleare hanno il vantaggio di poter operare per lungo tempo prima di fare rifornimento, a differenza di quelle alimentate con petrolio o gas. Inoltre, il carburante è all'interno del reattore, per cui non viene occupato spazio altrimenti dedicato alle provviste o al carico. Tuttavia, per i grandi costi di operazione e di infrastrutture, quasi tutte le imbarcazioni nucleari sono militari. Le imbarcazioni militari alimentate a nucleare sono in larga parte sottomarini e portaerei. Al 2018, gli Stati Uniti possedevano 11 portaerei in attività e tutte sono alimentati da reattori nucleari. 
Durante la guerra fredda, Stati Uniti e Unione Sovietica iniziarono la ricerca per la produzione di aeromobili alimentati a energia nucleare. Tuttavia, nessuna nazione costruì mai velivoli nucleari operativi. Una delle motivazioni principali stava nella difficoltà di schermare adeguatamente l'equipaggio dalle radiazioni. Inoltre, dall'avvento dei missili balistici intercontinentali negli anni '60, il vantaggio strategico di tali velivoli diminuì fortemente e i progetti ad essi relativi furono cancellati.  Analogamente, anche i missili ad alimentazione nucleare furono studiati e scartati nello stesso periodo. Nell'ambito dei veicoli terrestri, negli anni 1950 Chrysler lavorò sul Chrysler TV-8, un carro armato medio anfibio, che tuttavia non fu mai prodotto in serie.